# دان كينغ
دان كينغ (7 يناير 1931 في الولايات المتحدة - 20 يناير 2003 بلويفيل في الولايات المتحدة) (بالإنجليزية: Dan King)‏ هو لاعب كرة سلة أمريكي في مركز هجوم صغير الجسم.

## وصلات خارجية
- دان كينغ على موقع إن بي أي (الإنجليزية)
- دان كينغ على موقع سبورتس رفرنس (الإنجليزية)
- دان كينغ على موقع كلية كرة السلة في سبورتس رفرنس.كوم (الإنجليزية)
- دان كينغ على موقع ريلجم (الإنجليزية)
- دان كينغ على موقع بروبوليرز (الإنجليزية)